# Boninal
Boninal är en kommun i Brasilien.   Den ligger i delstaten Bahia, i den östra delen av landet, 800 km öster om huvudstaden Brasília. Antalet invånare är 13 695.
I omgivningarna runt Boninal växer huvudsakligen savannskog. Runt Boninal är det mycket glesbefolkat, med 6 invånare per kvadratkilometer.